# Psamatodes proditata
Psamatodes proditata är en fjärilsart som beskrevs av Walker 1861. Psamatodes proditata ingår i släktet Psamatodes och familjen mätare. Inga underarter finns listade i Catalogue of Life.